# Lluïsa Enriqueta de Nassau

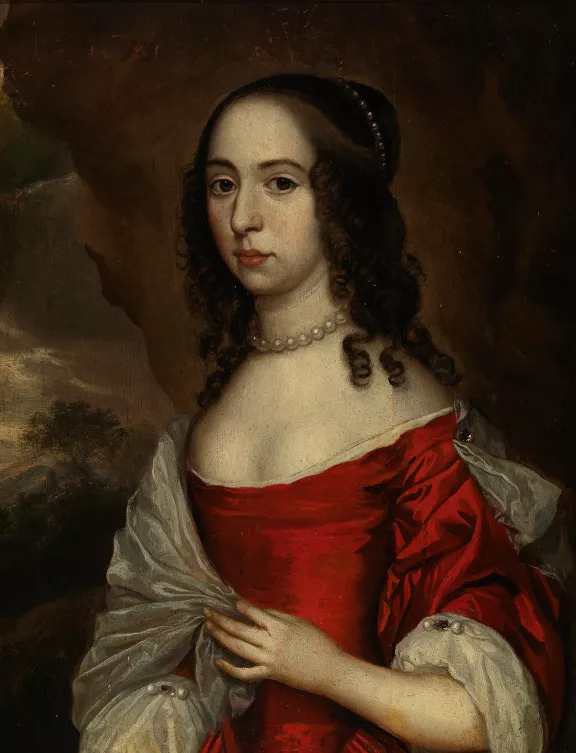
Lluïsa Enriqueta de Nassau

Lluïsa Enriqueta de Nassau -en neerlandès Louise Henriëtte van Nassau- (La Haia, 7 de desembre de 1627 - Berlín, 18 de juny de 1667) fou una noble neerlandesa, comtessa de la Casa d'Orange-Nassau, la filla gran del príncep d'Orange Frederic Enric i d'Amàlia de Solms-Braunfels.
Inicialment, després de casar-se, vivia a Clèveris, però després, el 1648, es va traslladar a Brandenburg, seu familiar del sei marit, a qui seguí sempre tant en els seus viatges entre La Haia, Königsberg, Berlín i Clèveris, com en les campanyes militars i als camps de batalla, durant la Gran Guerra del Nord de Varsòvia i posteriorment a Jutlàndia i a Suècia. De fet, va actuar com a assessora política del seu espòs, i va ser descrita com una dona pragmàtica. Va aconseguir, per mitjà de la correspondència que mantenia amb la reina Maria Lluïsa de Polònia, establir-hi una aliança a canvi del reconeixement de Prússia com una província de Brandenburg.
Lluïsa Enriqueta es va fer construir un nou castell d'estil holandès a Bötzow i el va anomenar Oranienburg. El 1653, el poble sencer de Bötzow va passar a anomenar-se Oranienburg. També va participar en el disseny i desenvolupament del Lustgarten de Berlín.

## Matrimoni i fills
Lluïsa Enriqueta pretenia casar-se amb Enric Carles de la Trémoille, Príncep de Talmant, però la seva mare ho va impedir, ja que ambicionava una millor posició per a ella. No obstant això, els intents de subscriure un contracte de matrimoni amb Carles II d'Anglaterra no van arribar reeixir. I, finalment, el 7 de desembre de 1646 es va casar a La Haia amb Frederic Guillem de Brandenburg (1620-1688), fill de l'elector de Brandenburg Jordi Guillem (1595-1640) i de la princesa palatina Elisabet Carlota de Wittelsbach (1597-1660). El matrimoni va tenir sis fills:
- Guillem Enric (1648-1649).
- Carles (1655-1674).
- Frederic (1657-1713), casat amb Sofia Carlota de Hannover (1668-1705).
- Amàlia (1656-1664).
- Enric, nascut i mort el (1664).
- Lluís (1666-1687), casat amb Lluïsa Carolina Radziwill.

Va morir de tuberculosi a Berlín